# 蒂娅-克莱尔·图米
蒂娅-克莱尔·图米，AM（英語：Tia-Clair Toomey，1993年7月22日—），澳大利亚女子举重运动员。她曾代表澳大利亚参加2018年英联邦运动会举重比赛，获得一枚金牌。她也曾参加2016年夏季奥运会。